# Delphine Panique
Delphine Panique est une autrice de bande dessinée française née à Valence (Drôme). Elle vit et travaille à Toulouse.

## Biographie

### Jeunesse et formation
Elle a obtenu un master en lettres modernes à l'Université du Mirail à Toulouse.

### Premières publications
Sous le pseudonyme de Delphine Panique elle commence à publier des dessins sur son blog avant de participer à plusieurs albums et revues collectives, principalement Dopututto et Dopututto Max chez Misma.
Son premier album, Orlando, paraît en 2013 chez Misma. C'est une libre adaptation du roman éponyme de Virginia Woolf, qui selon l'autrice se prête assez bien à une adaptation en bande dessinée. Alors que le roman s'étale sur trois siècles, Panique choisit de se détacher de cette temporalité et de jouer sur les anachronismes, afin de brouiller les époques.

### En temps de guerre
Son deuxième album, En temps de guerre (Misma, 2015), prend comme point de départ la situation des femmes restées travailler pendant la Grande guerre, alors que les hommes partaient au front. L'album aborde la question « du pouvoir et des relations hommes-femmes. » D'abord publié en feuilleton dans Dopututto Max, l'album est une sorte de « réécriture de l’histoire que l’on apprend à l’école, par le biais de la petite histoire de l’arrière-front. » Ainsi, « celles qui se sont émancipées entre 1914 et 1918 ont ensuite dû reprendre leur place au foyer – alors qu'en Grande-Bretagne le mouvement des suffragettes s'imposait. »
L'idée de représenter les personnages avec des têtes en forme de maisons est venue simplement, puisque les femmes restaient à la maison. Delphine Panique raconte également avoir été « marquée, enfant, par les dessins de femmes-maisons de Louise Bourgeois. »
En temps de guerre, bien reçu par la critique,, est dans la sélection officielle du Festival d'Angoulême 2016.

### L'Odyssée du Vice
En 2016 paraît L'Odyssée du Vice dans la collection « BD Cul » des Les Requins Marteaux, histoire débridée d'un astronaute cherchant son pénis au fil d'un périple dans l'espace, jusqu'à rencontrer Maître Clitoris. Investissant deux champs plutôt « masculins », la science-fiction et le porno, l'autrice s'inspire des lectures de son père, notamment Mœbius ou Valérian et Laureline. La trame de l'histoire s'inspire de l'Odyssée d'Homère : « sans être une adaptation, on retrouve les sirènes, Charybde et Scylla, les fresques érotiques de Pompéi dans un univers de science-fiction. » Delphine Panique cherche à « mettre l’accent sur la sexualité féminine, qui est encore trop méconnue aujourd’hui », notamment en mettant en avant une déesse-clitoris.
L'album est dans la pré-sélection du Prix Artémisia 2017.
Un « spin-off » de l'album de 12 pages, mettant en scène Penny avec un de ses prétendants, est publié en juin 2016 dans la revue Franky (et Nicole).

### Le Vol Nocturne
En 2018 paraît Le Vol Nocturne chez Cornélius. Il raconte l'histoire de Rogée, une sorcière qui pleure la mort de sa compagne Martine, laquelle revient lui rendre visite sous différentes formes. Rejetée par la société, Rogée voit sa maison régulièrement brûlée par les villageois des alentours. Pour la critique Laurence Le Saux, l'album est « une histoire de deuil impossible, en même temps que la stigmatisation d’une femme « différente ». »
Pour cet album, Panique a été inspirée par l'exposition Présumées coupables (Archives nationales, 2016) et Caliban et la sorcière (Silvia Federici, 2014), qui sortent la figure de la sorcière du conte pour enfant, et abordent entre autres « [le] véritable féminicide à la fin du Moyen Âge, à un moment où les femmes commençaient à avoir une certaine indépendance professionnelle. » Elle cite également comme référence Le Maître et Marguerite de Mikhaïl Boulgakov.
L'album est très bien reçu par la critique. Le Vol Nocturne est en sélection officielle du Festival d'Angoulême 2019.

### Autres
En 2018, Delphine Panique est une des autrices invitées de l'exposition présentée à Maison Fumetti Une BD si je veux, quand je veux ! De l'Équateur à la Russie, 25 autrices incontournables du féminisme en bande dessinée, dont elle a également réalisé l'affiche.

## Style
Son travail allie émotion, humour et fantaisie, et ne cache pas son féminisme. Elle travaille beaucoup le scénario, le texte et les dialogues de ses livres avant de passer au dessin.
Le trait de Delphine Panique est « minimaliste et géométrique. » Elle dessine sans crayonné mais « avec beaucoup de Typex » avec Rotring très fin. Elle dit apprécier le gaufrier de trois cases sur trois, qui lui « évite l’angoisse de la page blanche », et lui permet de jouer « sur la géométrie et la répétition ».

## Publications

### Albums
- Orlando, Misma, 2013 L'ouvrage est réédité dans une version augmentée en 2021 par les éditions Misma[18].
- En temps de guerre, Misma, 2015 - Sélection officielle du Festival d'Angoulême 2016[9]
- L'arraché et l'épaulé-jeté, Indélébile, 2015
- L'odyssée du Vice, Les Requins Marteaux, 2016 (pré-sélection Prix Artémisia 2017[12])
- Le Vol Nocturne, Cornélius, 2018 - Sélection officielle du Festival d'Angoulême 2019[16]
- Boris et Natacha, Les Machines, 2018
- Les Classiques de Patrique, Gallimard, 2019 (recueil de chroniques parues dans Topo)
- Un beau voyage, Misma, 2021- Sélection Prix Gribouillis 2021- Prix Découverte du Festival de Colomiers 2021 - Sélection officielle du Festival d'Angoulême 2022
- Creuser Voguer, Cornélius, 2023 - Prix Bulles d'Humanité 2023 - Prix des Libraires, Festival Gribouillis 2023 - Sélection Prix des Inrockuptibles 2023 - Sélection officielle du Festival d'Angoulême 2024 - Sélection Fauve des lycéens du Festival d'Angoulême 2024 - Sélection Prix BD de la Porte Dorée 2024
- Grand Cormoran, Cornélius, 2025

### Collectifs, revues
- 40075km, L'Employé du Moi, 2006
- Dopututto no  9, 13 à 17, Misma, 2006 à 2010
- Dopututto Max no  1 à 9, Misma, 2010 à 2015
- Franky (et Nicole) no  1, 3, 5, Les Requins Marteaux, 2014 à 2016
- Nicole (et Franky) no  2, 4, 6, 7, 8, 9, Cornélius, 2014 à 2021
- Baiser, Joie Panique Éditions, 2017
- Topo, série récurrente « Les classiques de Patrique », 2016 à 2021
- ABCD de la Typographie (participation), scénario de David Rault, Gallimard, 2018 [19]
- Bien Monsieur no 13, 2020
- Bento no 6, 2021
- La déferlante no 4, article « Les précieuses pas ridicules », 2021